# Бэмбираптор
Бэмбираптор (лат. Bambiraptor) — род тероподных динозавров из семейства дромеозаврид, включающий единственный вид — Bambiraptor feinbergi. Жили во времена позднемеловой эпохи (85,8—70,6 млн лет назад). Ископаемые остатки найдены в штате Монтана (США).
Голотип бэмбираптора (образец AMNH FR 30556) нашёл в 1993 году четырнадцатилетний Вэс Линстер, который вместе со своими родителями занимался поиском окаменелостей неподалёку от национального парка Глейшер. В 1997 году образец был причислен к молодой особи велоцираптора (Velociraptor sp.). Однако уже в 2000 году учёные из Канзасского университета, Йельского университета и университета Нового Орлеана отнесли находку к новому роду и виду Bambiraptor feinbergi. Родовое название дано в честь героя известного мультфильма Диснея (из-за небольшого размера), а видовое — в честь богатой семьи, которая выкупила экземпляр и предоставила его для исследований.
Размер голотипа составляет менее одного метра, но, похоже, это молодая особь. Не исключено, что на самом деле бэмбираптор — ювенильный Saurornitholestes.

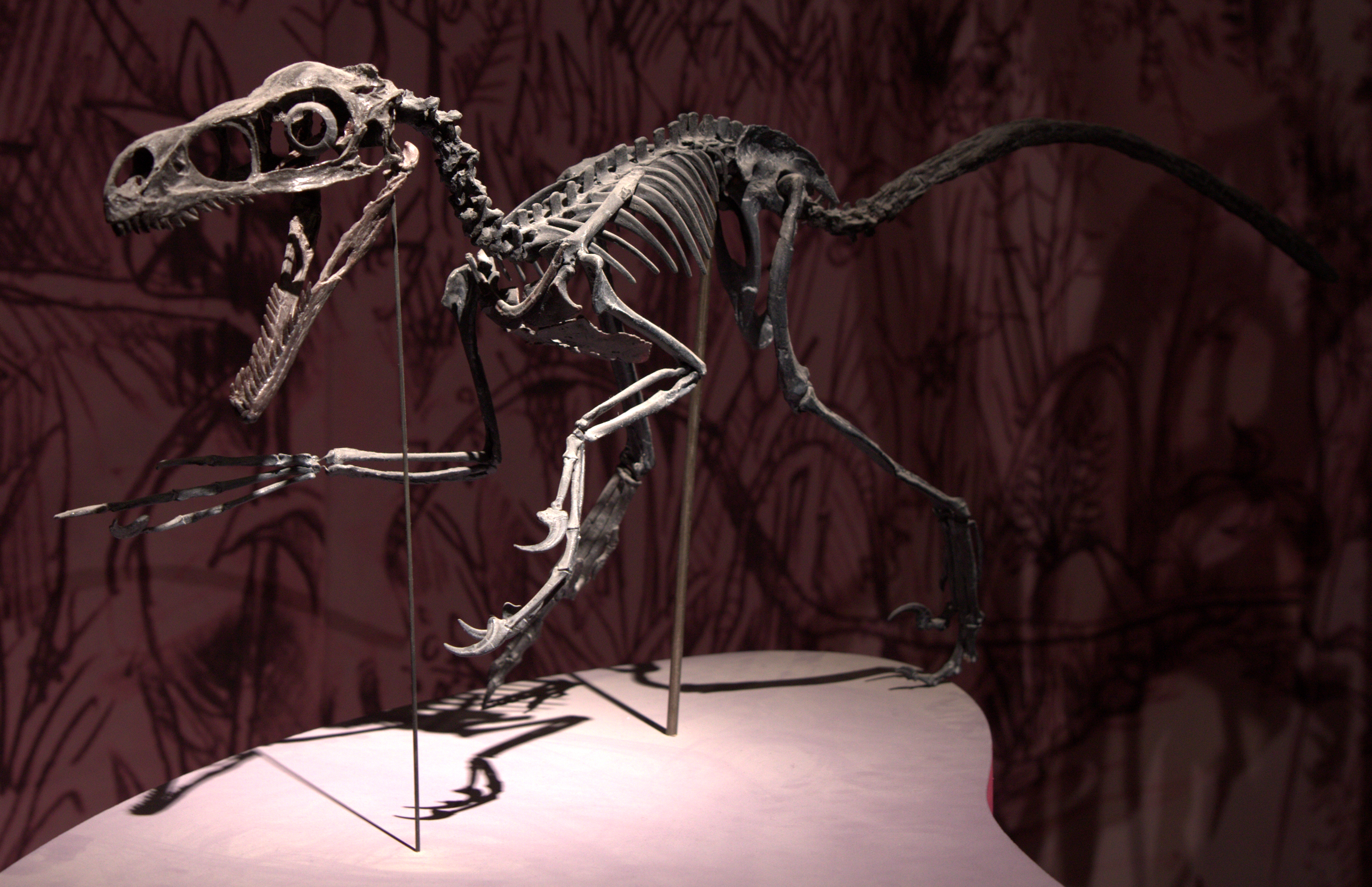
Реконструкция скелета молодой особи

По оценке Молины-Переса и Ларраменди 2019 года, взрослый бэмбираптор (паратип FIP 002-136) достигал 1,8 м в длину при высоте бёдер в 49 см в и массе 10 кг. Как и большинство дромеозаврид, бэмбираптор имел большой коготь на втором пальце задних ног.
Исследования остатков бэмбираптора показали, что он мог сводить пальцы рук в колечко, что-то вроде знака «ОК» у людей. Это позволяло ему держать добычу в руках и подносить её ко рту, как делают некоторые современные млекопитающие.
Относительный размер мозга (EQ) у бэмбираптора, троодона и орнитомима больше, чем у тираннозавра и всех нептичьих динозавров.